# Casey Snyder
Casey Snyder (10 luglio 1972) è un ex sciatore alpino statunitense.

## Biografia
Originario di Dillon, Snyder debuttò in campo internazionale in occasione dei Mondiali juniores di Geilo/Hemsedal 1991; in Coppa del Mondo ottenne un solo piazzamento, il 17 marzo 1994 a Vail in supergigante (21º), mentre in Nor-Am Cup conquistò l'ultimo podio l'8 marzo 1995 ad Aspen nella medesima specialità (3º). Si ritirò all'inizio della stagione 1996-1997 e la sua ultima gara fu un supergigante FIS disputato il 22 dicembre a Winter Park; non prese parte a rassegne olimpiche o iridate.

## Palmarès

### Nor-Am Cup
- 2 podi (dati dalla stagione 1994-1995):
  - 2 terzi posti

### Campionati statunitensi
- 1 medaglia (dati dalla stagione 1994-1995):
  - 1 bronzo (slalom gigante nel 1995)